# Burhanpur (Distrikt)
Der Distrikt Burhanpur (Hindi बुरहानपुर ज़िला) ist ein Distrikt in der Nimar-Region des zentralindischen Bundesstaats Madhya Pradesh. Verwaltungszentrum ist die etwa 220.000 Einwohner zählende Stadt Burhanpur.

## Geografie
Der Distrikt Burhanpur liegt südlich des Satpuragebirges; er wird von Nordosten nach Südwesten vom Fluss Tapti durchflossen, der in die Arabische See mündet. Nachbardistrikte sind im Nordwesten der Distrikt Khargone, im Norden der Distrikt Khandwa, im Südosten der Distrikt Amravati (Mah.), im Süden der Distrikt Buldhana (Mah.) und im Südwesten der Distrikt Jalgaon (Mah.).
Die durchschnittliche Höhe des Distrikts beträgt zwischen 250 (am Tapti-Fluss) und 450 m; die höchste Erhebung befindet sich im Satpuragebirge und beträgt etwa 715 m. Die durchschnittliche jährliche Niederschlagsmenge liegt bei ca. 812 mm, von der jedoch etwa 85 % während der sommerlichen Monsunzeit fallen.

## Geschichte
Die Region um Burhanpur gehörte im 4./5. Jahrhundert zum Gupta-Reich, welches später von den Königen der Kalachuri-Dynastie abgelöst wurde. Im Hochmittelalter übernahmen die Gond-Herrscher die Macht; sie gerieten jedoch ab 1577 unter den politischen und kulturellen Einfluss des Mogul-Reiches unter Akbar I. Danach kam die Region im 17. und 18. Jahrhundert unter den Einfluss der Marathen; seit der Mitte des 19. Jahrhunderts stand das Gebiet unter britischer Kontrolle. Vor der Unabhängigkeit Indiens (1947) gehörte die Region zu den Central Provinces, aus denen im Jahr 1950 der Bundesstaat Madhya Pradesh hervorging; der Distrikt Burhanpur entstand mit Wirkung zum 15. August 2003 durch Abspaltung vom Distrikt Khandwa.

## Bevölkerung

### Übersicht
Hindus dominieren in den Dörfern auf dem Lande (etwa 90 %); in den Städten gibt es auch eine nicht unerhebliche Zahl von Moslems (etwa 20 %). In der Dekade zwischen 2001 und 2011 wuchs die Bevölkerung um knapp 20 % auf etwa 760.000 an, wobei der männliche Bevölkerungsanteil den der weiblichen um etwa 5 % übersteigt. Etwa 65 % der Bevölkerung lebt in den Dörfern auf dem Lande; durchschnittlich ca. 45 % der Menschen (auf dem Lande deutlich mehr) gelten als Analphabeten. Man spricht überwiegend Hindi und den lokalen Dialekt Nimadi.

### Einwohnerentwicklung
In den ersten Jahrzehnten des 20. Jahrhunderts wuchs die Bevölkerung nur langsam an. Dies wegen Seuchen, Krankheiten und Hungersnöten. Seit der Unabhängigkeit Indiens hat sich die Bevölkerungszunahme beschleunigt. Während die Bevölkerung in der ersten Hälfte des 20. Jahrhunderts um rund 65 % zunahm, betrug das Wachstum in den fünfzig Jahren zwischen 1961 und 2011 218 %. Die Bevölkerungszunahme zwischen 2001 und 2011 lag bei 19,37 % oder rund 123.000 Menschen. Offizielle Bevölkerungsstatistiken der heutigen Gebiete sind seit 1901 bekannt und veröffentlicht.
| Jahr      | 1901    | 1911    | 1921    | 1931    | 1941    | 1951    | 1961    | 1971    | 1981    | 1991    |
| Einwohner | 106.985 | 127.696 | 129.511 | 152.609 | 167.736 | 176.580 | 238.244 | 311.188 | 423.799 | 533.066 |

### Bedeutende Orte
Im Distrikt gibt es nur drei Orte, die als Städte (towns und census towns) gelten. Dennoch ist der Anteil der städtischen Bevölkerung im Distrikt recht hoch. Denn 260.287 der 757.847 Einwohner oder 34,35 % leben in städtischen Gebieten. Die drei Städte des Distrikts sind:

### Volksgruppen
In Indien teilt man die Bevölkerung in die drei Kategorien general population, scheduled castes und scheduled tribes ein. Die scheduled castes (anerkannte Kasten) mit (2011) 64.254 Menschen (8,48 Prozent der Bevölkerung) werden heutzutage Dalit genannt (früher auch abschätzig Unberührbare betitelt). Die scheduled tribes sind die anerkannten Stammesgemeinschaften mit (2011) 230.095 Menschen (30,36 Prozent der Bevölkerung), die sich selber als Adivasi bezeichnen. Zu ihnen gehören in Madhya Pradesh 46 Volksgruppen. Mehr als 5000 Angehörige zählen die Bhil (142.179 Personen oder 18,76 % der Distriktsbevölkerung), Korku (79.402 Personen oder 10,48 % der Distriktsbevölkerung) und Gond (5426 Personen oder 0,72 % der Distriktsbevölkerung).

### Bevölkerung des Distrikts nach Bekenntnissen
Der Distrikt hat eine deutliche hinduistische Mehrheit. Doch gibt es mit den Muslimen und den Buddhisten zwei religiöse Minderheiten im Distrikt.
Die muslimische Minderheit ist in den drei Städten Burhanpur (106.570 Personen oder 50,53 % Anteil), Nepanagar (3029 Personen oder 10,20 % Anteil) und Shahpur (3486 Personen oder 17,68 % Anteil) und daher im Tehsil Burhanpur (157.964 Menschen oder 36,43 % der dortigen Bevölkerung) überdurchschnittlich vertreten. Im Tehsil Burhanpur sind im ländlichen Raum immerhin auch noch 47.908 Personen oder 23,60 % Anhänger des Islams. Dagegen ist die Landbevölkerung in den Tehsils Khaknar und Nepanagar zu mehr als 90 % hinduistisch. 
Und die Anhängerschaft des Buddhismus konzentriert sich auf die beiden Tehsils Burhanpur (15.272 Menschen oder 3,52 % der dortigen Bevölkerung) und Nepanagar (3359 Personen oder 1,76 % der dortigen Bevölkerung). Im Tehsil Burhanpur sind die Buddhisten mehrheitlich Stadtbewohner, im Tehsil Nepanagar mehrheitlich in ländlichen Gebiete zuhause und im Tehsil Khaknar gänzlich Landbewohner. Mehr als 90 % der Buddhisten sind Dalit. Die genaue religiöse Zusammensetzung der Bevölkerung zeigt folgende Tabelle:
| Jahr                                   | Buddhisten | Buddhisten | Christen | Christen | Hindus  | Hindus | Jainas | Jainas | Muslime | Muslime | Sikhs | Sikhs | Andere Religionen | Andere Religionen | keine Angaben | keine Angaben | Total   | Total    |
| Jahr                                   | Zahl       | %          | Zahl     | %        | Zahl    | %      | Zahl   | %      | Zahl    | %       | Zahl  | %     | Zahl              | %                 | Zahl          | %             | Zahl    | %        |
| -------------------------------------- | ---------- | ---------- | -------- | -------- | ------- | ------ | ------ | ------ | ------- | ------- | ----- | ----- | ----------------- | ----------------- | ------------- | ------------- | ------- | -------- |
| 2011                                   | 19.883     | 2,62       | 1199     | 0,16     | 552.526 | 72,91  | 1884   | 0,25   | 180.840 | 23,86   | 1074  | 0,14  | 99                | 0,01              | 342           | 0,05          | 757.847 | 100,00 % |
| Quelle: Ergebnis der Volkszählung 2011 |            |            |          |          |         |        |        |        |         |         |       |       |                   |                   |               |               |         |          |

### Bevölkerung des Distrikts nach Sprachen
Die Bevölkerung des Distrikts Burhanpur ist sprachlich sehr gemischt. Im Tehsil Burhanpur ist Marathi, im Tehsil Khaknar Korku und im Tehsil Nepanagar Bhili die meistgesprochene Sprache. Marathi, Alltagshindi und Banjari sind in allen drei Tehsils stark vertreten. Urdu und Gujarati beschränken sich auf den Tehsil Burhanpur; Korku und Bhilali auf die Tehsils Khaknar und Nepanagar. Die Hochburg der Sprachen Nimadi, Barel und Bhili/Bhilodi ist jeweils der Tehsil Nepanagar. 
Insgesamt sprechen nur 188.197 Personen (24,83 % der Bevölkerung) Hindi-Sprachen und -Dialekte. Unter den Hindi-Sprachen und -Dialekten dominiert Alltagshindi (meist nur Hindi genannt) deutlich gegenüber Banjari und Nimadi. 
Damit liegt Hindi sogar nur an zweiter Stelle hinter Marathi und vor (dem ihm verwandten) Urdu. Weitverbreitet sind auch Bhil-Sprachen und -Dialekte mit insgesamt 113.470 Muttersprachlern. Darunter sind mit Barel, Bhilali und Bhili/Bhilodi drei Sprachen mit einer bedeutenden Verbreitung. Daneben sind Korku und Gujarati weitere Sprachen, die von mehr als 10000 Menschen im Distrikt gesprochen werden. 
Die genaue sprachliche Zusammensetzung der Bevölkerung zeigt folgende Tabelle:
| 2011                                   | 204.173 | 26,94 | 130.176 | 17,18 | 125.210 | 16,52 | 78.916 | 10,41 | 47.208 | 6,23 | 40.373 | 5,32 | 28.640 | 3,78 | 21.304 | 2,81 | 16.990 | 2,24 | 13.854 | 1,83 | 757.847 | 100,00 % |
| Quelle: Ergebnis der Volkszählung 2011 |         |       |         |       |         |       |        |       |        |      |        |      |        |      |        |      |        |      |        |      |         |          |

## Wirtschaft
Der Distrikt Burhanpur ist trotz des hohen Anteils an städtischer Bevölkerung immer noch in hohem Maße landwirtschaftlich geprägt; lediglich in der Stadt Burhanpur gibt es kleinere Industrieunternehmen. 

## Verwaltungsgliederung
Der Distrikt Burhanpur ist in die drei Verwaltungsbezirke (Tehsils) Burhanpur, Khaknar und Nepanagar unterteilt. Er besteht aus 277 Dörfern, der Großstadt Burhanpur und den zwei kleineren Städten Nepanagar und Shahpur mit drei Stadtverwaltungen und 167 Dorfverwaltungen.

## Verkehr
Die meisten Dörfer sind über Buslinien an das regionale Verkehrsnetz angeschlossen. Hinzu kommen als überregionale Straßenverbindungen mehrere National Highways und State Highways. Es gibt innerhalb des Distrikts insgesamt fünf Bahnhöfe an der Strecke Khandwa – Jalgaon.

## Sehenswürdigkeiten

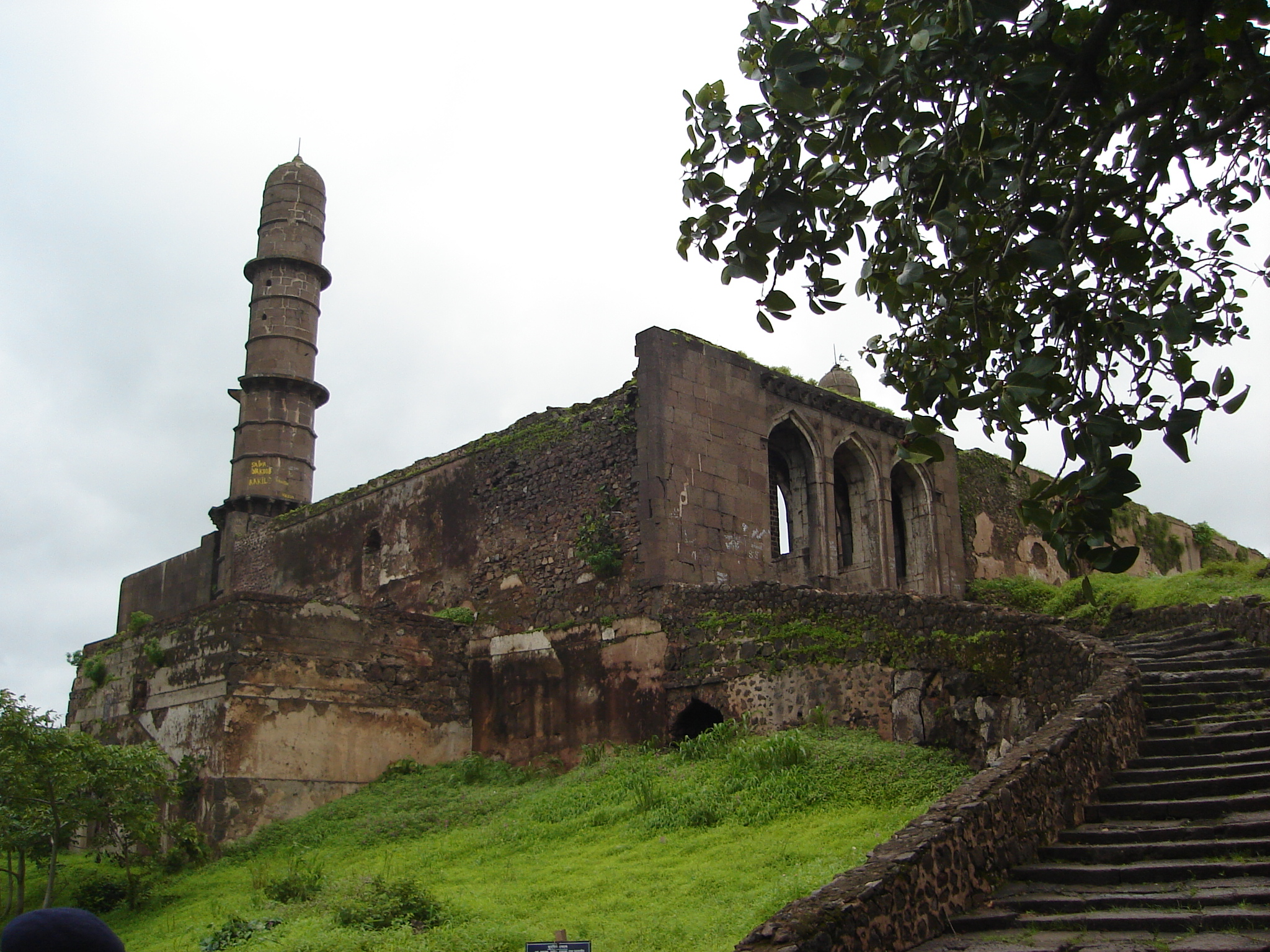
Moschee im Asirgarh-Fort

Im touristisch kaum erschlossenen Distrikt Burhanpur finden sich nur wenige Sehenswürdigkeiten; am interessantesten ist noch die Stadt Burhanpur selbst. Auch die Ruinen des ca. 20 km nordöstlich gelegenen Asirgarh-Fort im Satpuragebirge lohnen einen Ausflug.